# Teresa Solana
Teresa Solana Mir (Barcelona, 15 de mayo de 1962) es una escritora española en lengua catalana de novela negra. Es licenciada en Filosofía y en Filología clásica por la Universidad de Barcelona. Su obra ha sido traducida al inglés, al francés, al alemán, al esperanto, al italiano, al castellano, al hindi y al rumano.
Su carrera profesional ha sido la traducción, mayoritariamente del francés y del inglés. En este ámbito ha sido directora de la única casa de traducción del estado español, en Tarassona, entre 1998 y 2004. También es autora de varios artículos y ensayos sobre traducción.
En 2006 publicó su primera novela, Un crim imperfecte, obra con la que ganó el Premio Brigada 21. Es la primera historia donde aparecen los investigadores gemelos, Eduard y Borja Masdéu. Posteriormente, también ha publicado Drecera al paradís, con los mismos protagonistas. En 2010 publicaba su primera y, hasta el momento, única compilación de cuentos, Set casos de sang i fetge i una història d'amor. En 2013 participó en el Premio Edgar Allan Poe con el cuento Natura quasi morta 41. También ha publicado la novela Negres tempestes, donde aparece por primera vez la investigadora Norma Forester y con la que ganó el III Premio Crims de Tinta. En 2011 publicó L'hora del zen, nuevamente con la editorial Ediciones 62 y con Eduard y Borja Masdéu como protagonistas. A principios de 2014 se publicó su séptima novela, La casa de les papallones, protagonizada por Norma Forester. Campanades de boda (2016) vuelve a tener los gemelos investigadores como protagonistas. Matèria gris, también encuadrada en el género negro, ganó el 19º Premio Roc Boronat. Su última novela es Octubre y se editó el 12 de octubre de 2019 siendo la protagonista de nuevo la investigadora Norma Forester.

## Obra
| - 2006 - Un crim imperfecte - 2007 - Drecera al paradis - 2010 - Negres tempestes - 2011 - L'hora zen - 2014 - La casa de les papallones - 2016 - Campanades de boda - 2019 - Octubre - 2010 - Set casos de sang i fetge i una història d'amor - 2017 - Matèria grisa - 2014 - Sèrie Supernyaps: I La invasió misteriosa - 2014 - Sèrie Supernyaps: II A la recerca de l’aigua perduda - 2015 - Sèrie Supernyaps: III L’amenaça zombi - 2015 - Sèrie Supernyaps: IV Els viatgers del temps - 1995 - Sir Mortimer Wheeler, El arte y la arquitectura de Roma - 1996 - VVAA, Diccionario de las mitologías: La mitología griega, vol. II, - 1996 - Sabine Melchior-Bonnet, Historia del espejo - 1996 - Mª Àngels Anglada, Relatos de mitología. Los dioses - 1996 - Mª Àngels Anglada, Relatos de mitología. Los héroes - 1997 - VVAA, Diccionario de las mitologías: De la Roma arcaica a los sincretismos tardíos, vol. III. - 1997 - Peter Vardy, Kierkegaard - 1997 - Stephen Plant, Simone Weil - 1997 - Wilfred MacGreal, San Juan de la Cruz - 1998 - VVAA, Diccionario de las mitologías: Las mitologías de Europa, vol. IV - 1999 - Texto anónimo del siglo XIV, La nube del no saber - 1999 - VVAA, Diccionario de las mitologías: Las mitologías de Asia, vol. V - 2002 - VVAA, Diccionario de las mitologías: Las mitologías de América, África y Oceanía, vol VI | - 2003 - Jimmie Holland and Sheldon Lewis, La cara humana del cáncer - 2004 - Jean-Yves Hayez, La destructividad en el niño y el adolescente: clínica y seguimiento - 2004 - Pierre Hadot, Plotino o la simplicidad de la mirada - 2004 - Dawn Ades, Dalí (Catalogue of the Dalí Exhibition in the Palazzo Grassi in Venice) - 2005 - Danièle Hervieu-Léger, La religión, hilo de memoria - 2005 - Juan Goytisolo, 'Bouvard y Pécuchet sobre los pasos de Cervantes' - 2006 - Michael Heim, Pautas para traducir textos de ciencias sociales - 2007 - VVAA, Neoimpresionosmo, La eclosión de la modernidad. - 2007 - Juan Goytisolo, L'arrel de tots els mals - 2007 - Robin Lane Fox, Alejandro Magno - 2007 - Teresa Solana, Un crimen imperfecto - 2007 - Teresa Solana, Atajo al paraíso. - 2008 - Andoni Gràcia, Chulo, retrato de un autor - 2008 - VVAA, Yves Tanguy, El universo surrealista - 2008 - Marta Montmany Madurell, Colección de diseño industrial del Museo de las Artes Decorativas - 2010 - Kenizé Mourad, A la ciutat d'or i d'argent - 2011 - Teresa Solana, Negres Tormentas - 2011 - Donna Leon, Conclusions preliminars - 2015 - Judith Jonhson i Karl Lewkowicz, Adéu Barcelona - 2019 - Catálogo del Museo de Bellas Artes de Burdeos - 2021 - Catálogo del Museon Arlaten de Arlés - 2023 - Carolyn Wells, L’home que va caure a través de la terra - 2023 - Grant Allen, Un milionari africà - 2023 - Shane Steves, Ciutat morta - 2024 - Ethel Lina White, A tota màquina - 2024 - David Goodis, La lluna sobre l’asfalt |